# ایجاد اغتشاش
«ایجاد اغتشاش» (به انگلیسی: Causing a Commotion) تک‌آهنگی از هنرمند اهل ایالات متحده آمریکا مدونا است که در سال ۱۹۸۷ میلادی منتشر شد.